# Gómez Manrique (poet)

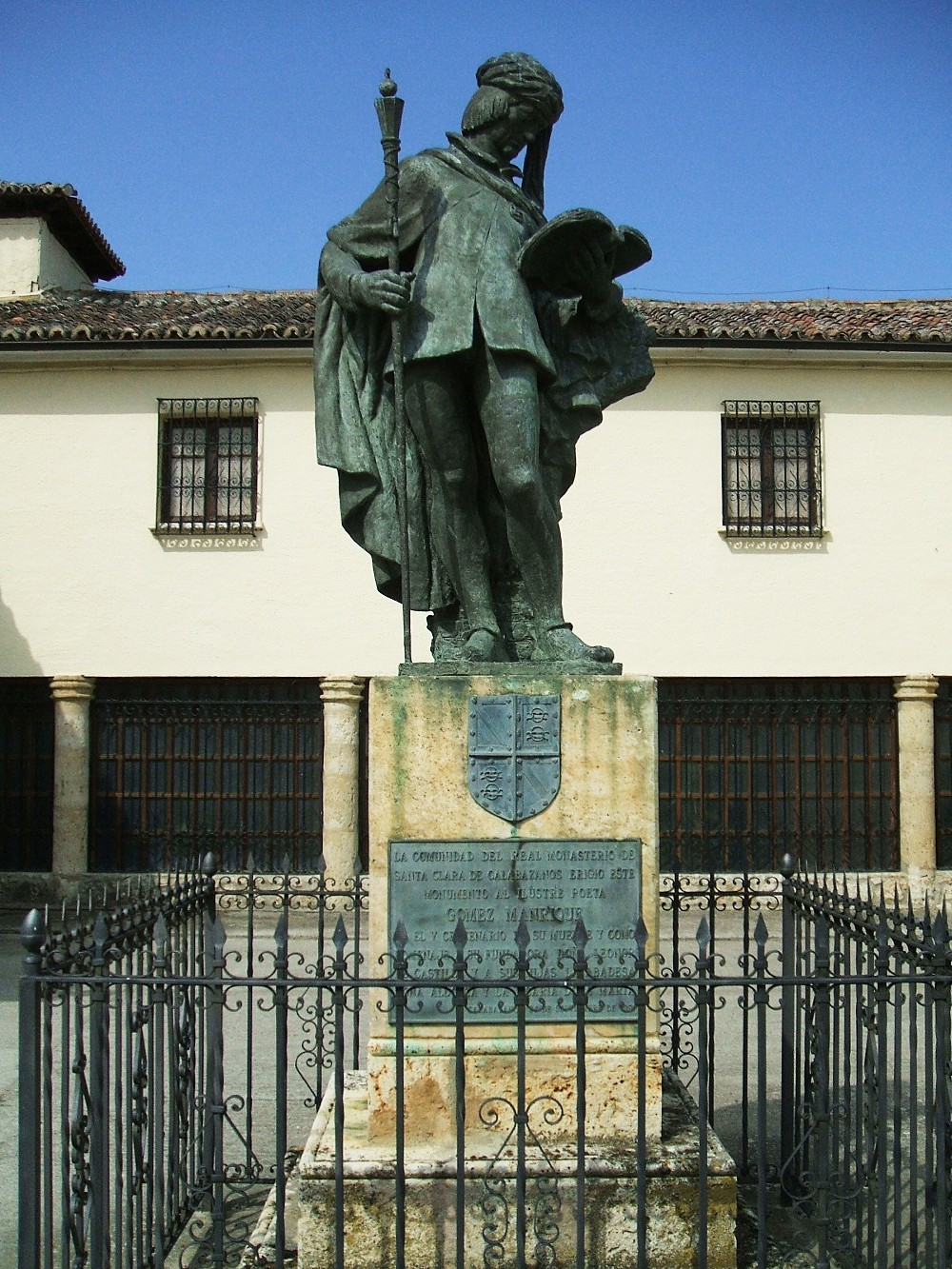
Gómez Manrique.

Gómez Manrique, född 1412, död 1491, var en spansk skald, bror till Rodrigo  Manrique.
Manrique intog en framskjuten plats i den kastilianska adelns kamp mot kung Henrik IV. I sitt skaldskap slöt sig Manrique till den italienska riktning, som företräddes av hans morbror, markisen av Santillana. I sin lyrik utmärkte han sig genom ridderlig förfining; hans dramer är naiva i anläggning, men saknar inte rörande patos. Av hans arbeten kan nämnas allegorin Batalla de amores, den politiska dikten Querella de la Gobernacion, Consejos à Diego Arias, Epistola al Marques de Santillana på "octavas de arte mayor", en elegi till densammes död i 134 "decimas", skaldestycket Regimiento de Principes, tillägnad Ferdinand och Isabella, och det liturgiska dramat Representaciön del Nacimiento de Nuestro Senor. Efter upptäckten av två kompletterande "cancioneros" 1885 utgav Antonio Paz y Meliá Manriques samlade arbeten i 2 band 1886.